# توم ماير
توم ماير (بالإنجليزية: Tom Meyer)‏ هو سياسي أمريكي، ولد في 9 مارس 1942 في زيلاند في الولايات المتحدة، وتوفي في 9 يوليو 2007 في باد إكس في الولايات المتحدة. حزبياً، نشط في الحزب الجمهوري. وقد انتخب عضو مجلس نواب ميشيغان ‏.